# 岸 (地形)

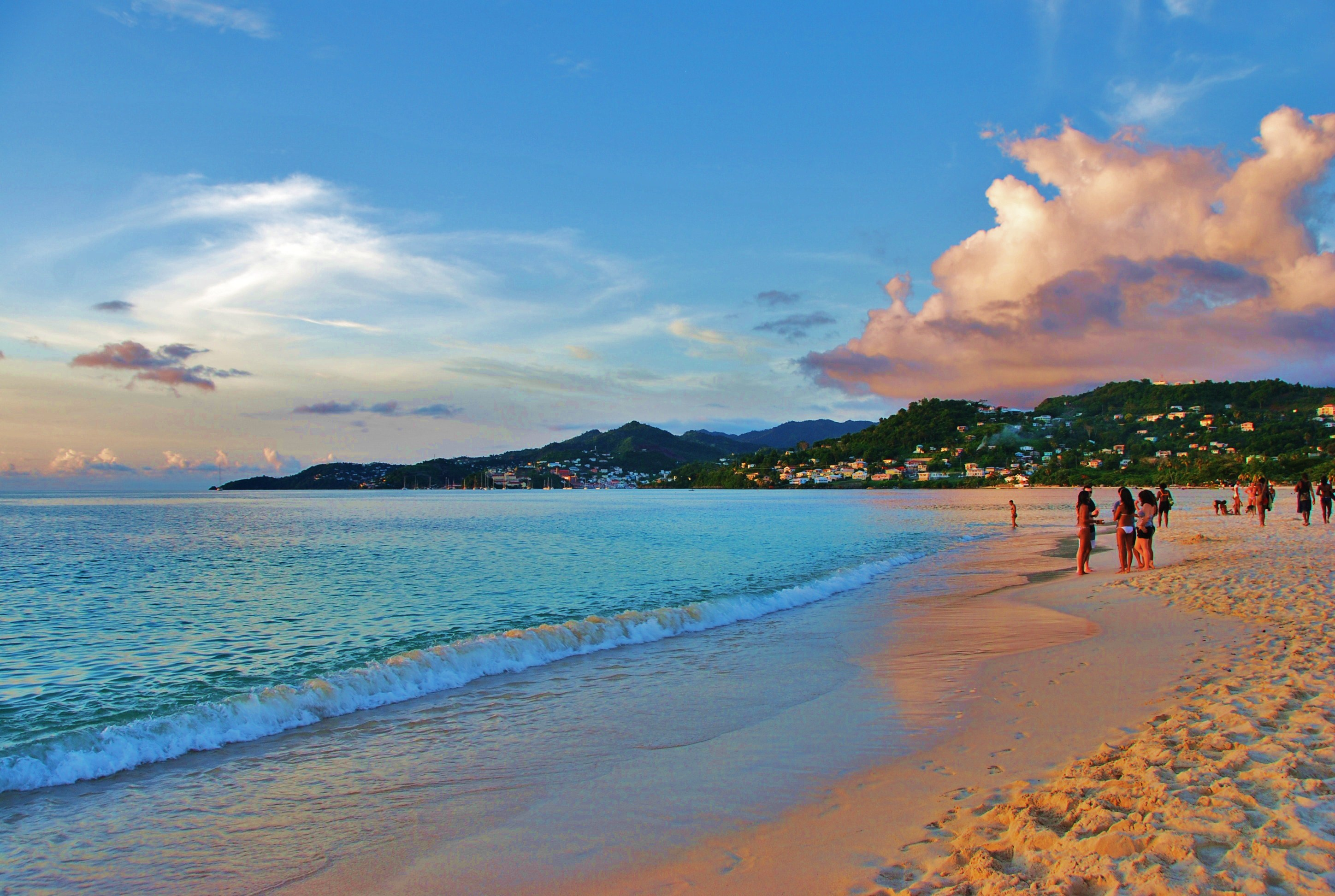
グランド・アンセ・ビーチの海岸、セント・ジョージ・パリッシュ、グレナダ、西インド諸島

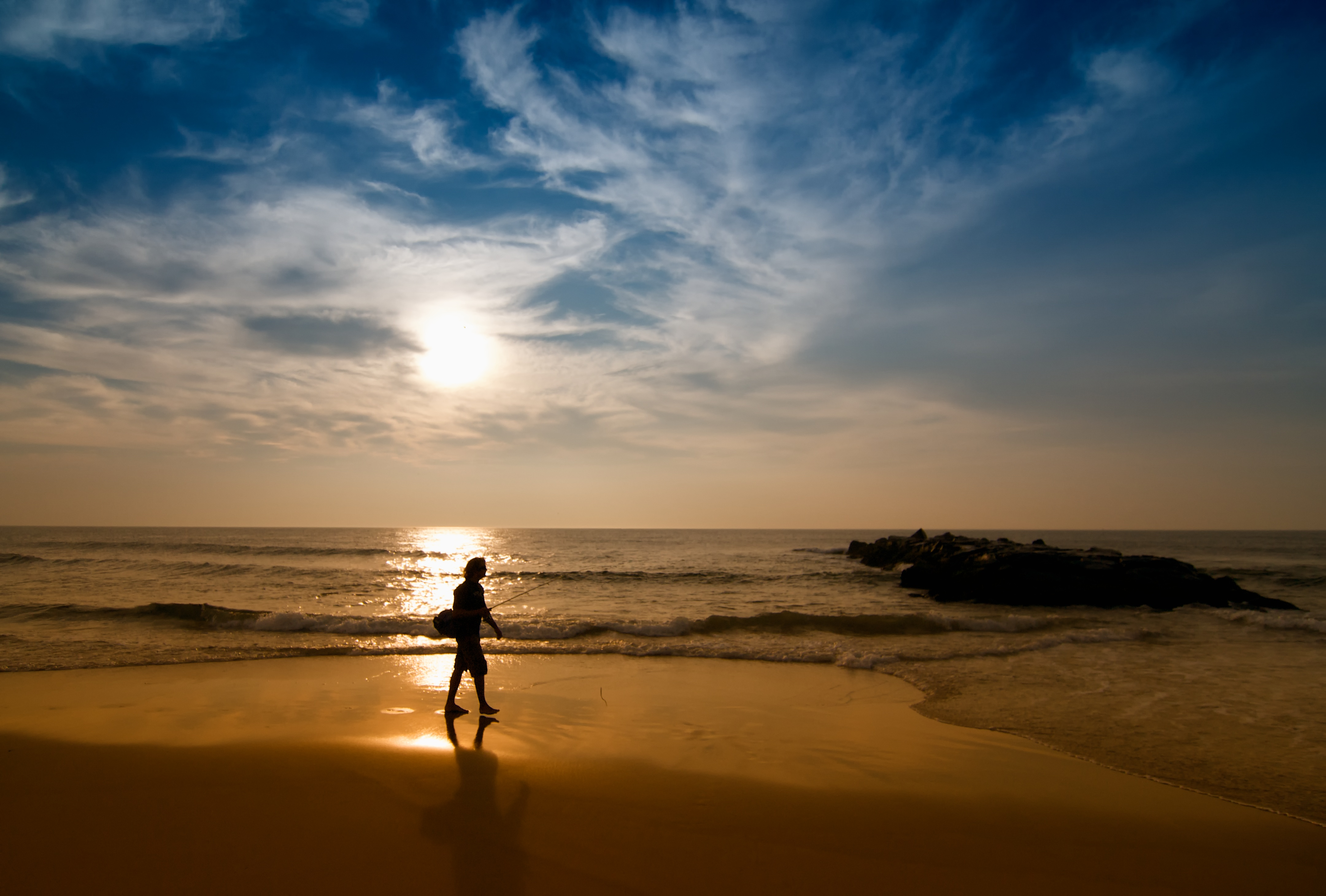
米国ニュージャージー州スプリングレイクのジャージー海岸の日の出

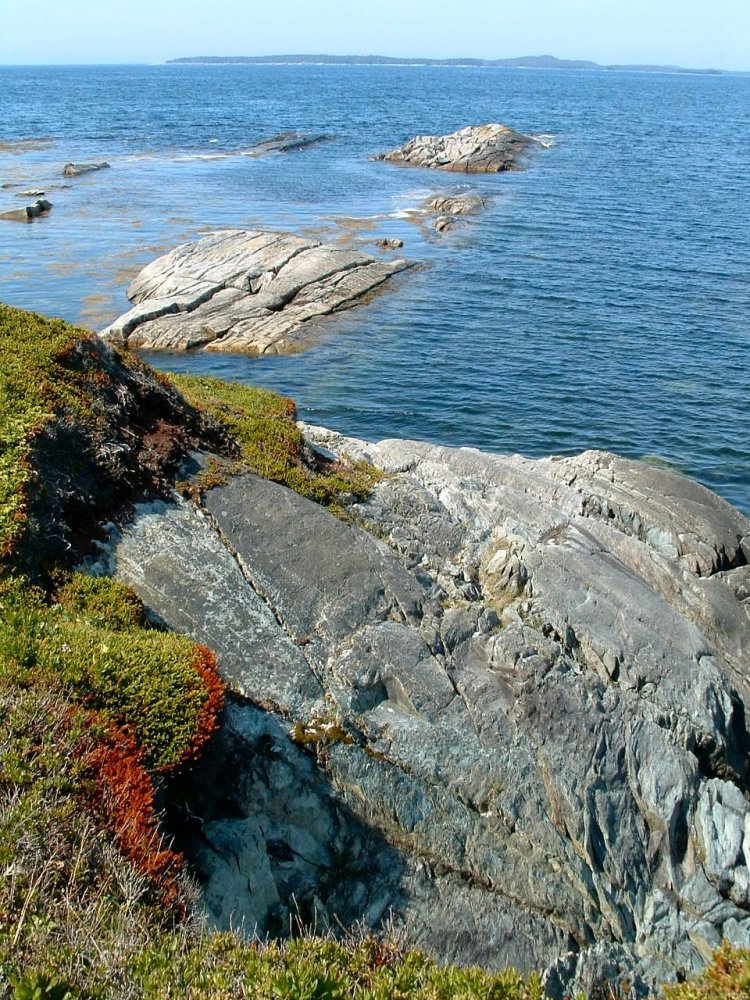
カナダ、ノバスコシア州イースタンショアのテイラーヘッド州立公園の岩の多い海岸線

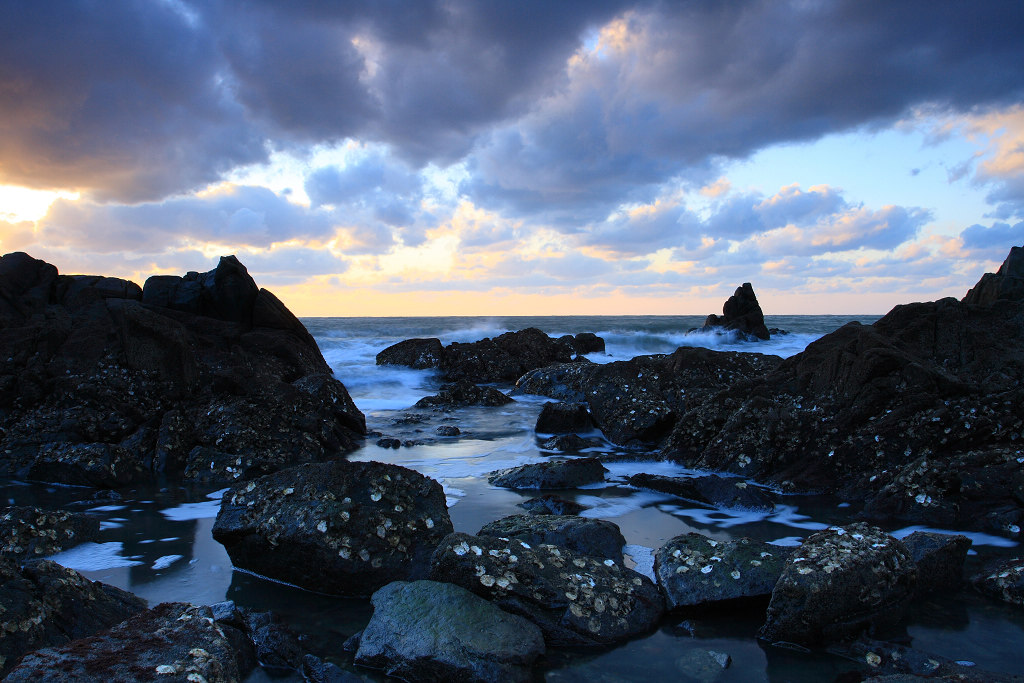
中国の大連市、Heishijiao地質公園の海岸

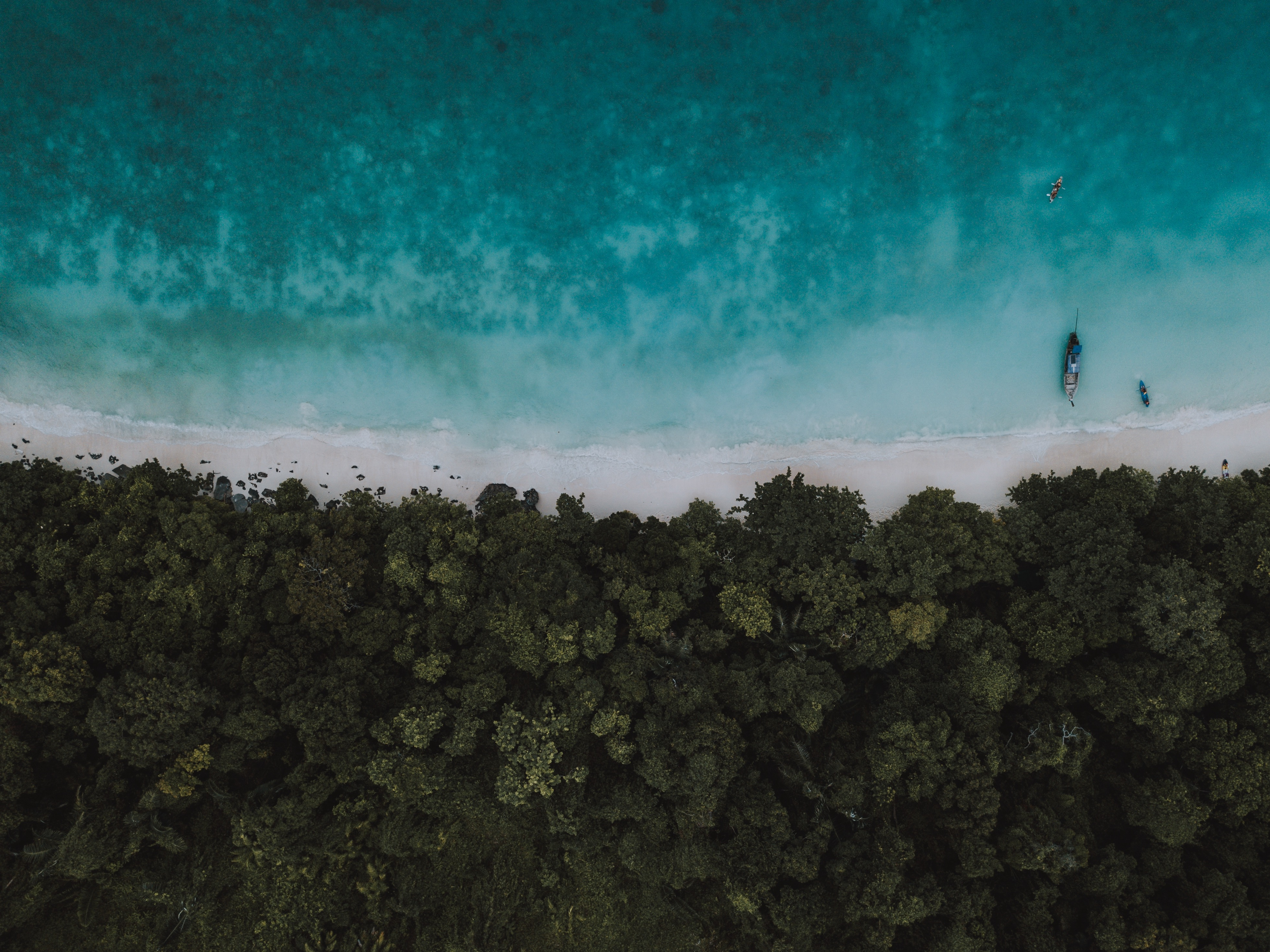
タイ、ピーピー諸島の海岸線の空撮

岸（きし、英語: shore）とは、大洋、海、湖などの大きな水域の端で陸地と接する地形のことである。海洋物理学では、岸は過去から現在までの水域の作用によって地質学的に変化した広い端であり、浜は海岸の端にあって潮間帯を表している。海の岸を海岸、湖の岸を湖岸（こがん）、川の岸を河岸（かがん）のように言う。
岸は、波のような水の浸食と同様、周囲の地形によって影響を受ける。岩石と土壌の地質学的組成は、それが作られた岸の類型を決定する。 

## 名称

### 英語
英語では、coast（沿岸・海岸）とは対照的に、shore（岸）はあらゆる水域に接することができるが、coastは海に接していなければならない。しかし、coast は shore よりもはるかに広い地域を指すことが多く、多くの場合、何マイルにもわたって内陸まで伸びている。

### イタリア語
Rivierasはイタリア語で「海岸線」を意味する言葉で、結局のところラテン語のripa（川岸）に由来する。リグーリア海岸の正式名称としてriviera ligureと呼ばれ、それからRiviera（リヴィエラ）に短縮された。歴史的にはリグーリアのリヴィエラはジェノヴァの南にあるカーポ・コルヴォ（プンタ・ビアンカ）から北と西に伸び、現在のフランス領である昔のモナコを越え、時にはマルセイユまで続いていた。現在はイタリアのリヴィエラとフランスのリヴィエラに分かれているが、フランス人はイタリア側を指すために「リヴィエラ」という言葉を使い、フランスの部分を「コート・ダジュール」と呼んでいる。 
リグーリアのリヴィエラが有名になった結果、この言葉は英語になって、特に日当たりが良く、地形的に多様性があり、観光客に人気のある海岸線を指すようになった。この言葉を使っている場所には、クイーンズランド州のオーストラリアのリヴィエラやエーゲ海沿いのトルコのリヴィエラなどがある。  